# Apostoliska vikariatet i Sverige
Apostoliska vikariatet i Sverige (latin: Apostolicus Vicariatus Sueciae), inrättat den 23 september 1783, företrädde katolska kyrkan i Sverige fram till att Stockholms katolska stift inrättades 1953. Apostoliska vikariatet möjliggjordes efter att Katolska kyrkan gavs ökad religionsfrihet i Sverige efter reformationen genom toleransediktet 1781, och upplyftes i sin tur ur det tidigare Apostoliska vikariatet i de nordiska missionerna.
Toleransediktet gav utländska katoliker som flyttat till Sverige rätt att ha egna kyrkor och uppfostra sina barn katolskt. Abbé Nicolaus Oster, som först verkat som missionär, formellt genom Apostoliska prefekturen i Sverige, tillsattes av Pius IV som apostolisk vikarie, ett biskopsliknande ämbete, för ledningen av arbetet i Sverige.
Oster anlände till Stockholm 1783 och startade en liten församling, men de tre legationskaplanerna protesterade starkt och ville inte ha en apostolisk vikarie över sig. De 1.700 katolikerna i staden var delvis uppdelade på de olika legationskapellen och den nya allmänna församlingen som höll till i en hyrd sal i Södra Stadshuset, nuvarande Stadsmuseet i Stockholm.
Oster hamnade snabbt i onåd hos Gustav III efter att han upptagit en protestantisk kvinna i Katolska kyrkan, vilket var strikt förbjudet i lag. 1785 inventerade han katolikerna i riket och påträffade 135 i Västsverige och 277 i Skåne. Tre år senare gav han sig av på en resa för att samla in pengar i Frankrike till Katolska kyrkans verksamhet i Sverige. Målet var framförallt att kunna få råd att upprätta församlingar även i Göteborg och Landskrona för de nyfunna katolikerna där. När Oster ville förlänga sin vistelse i Frankrike blev han oense med Rom och avsattes som apostoisk vikarie för Sverige. Han efterträddes av Rafael d'Ossery. 
Sedan 1873 års dissenterlag har det varit tillåtet även för svenska medborgare att tillhöra Katolska kyrkan utan att riskera utvisning. De medborgerliga rättigheterna var dock inskränkta. De sista diskriminerande lagarna togs bort 1951; fram till dess var det förbjudet för katoliker att utbilda sig och arbeta som till exempel riksdagsledamot, lärare, läkare eller sjuksköterska.
1951 möjliggjorde lagförändringar att Katolska kyrkan i Sverige 1953 kunde inrätta det apostoliska vikariatets efterföljare, Stockholms katolska stift, som fram till nutid täcker hela landet.